# 엄마의 일기
"엄마의 일기"는 1968년에 개봉된 대한민국의 영화이다.

## 배역
- 김진규
- 김지미
- 고은아
- 이지연
- 황정순
- 정민
- 이수련
- 전양자
- 김대연
- 조사묵
- 임생출
- 이영호

## 수상
- 1968년 제7회 대종상
  - 여우조연상 - 황정순